# تاتسوما یوشیدا
تاتسوما یوشیدا (انگلیسی: Tatsuma Yoshida؛ زادهٔ ۹ ژوئن ۱۹۷۴) بازیکن فوتبال اهل ژاپن است.
از باشگاه‌هایی که در آن بازی کرده‌است می‌توان به باشگاه فوتبال آلبیرکس نیگاتا و باشگاه فوتبال کاشیوا ریسول اشاره کرد.